# 1857 na música

## Eventos

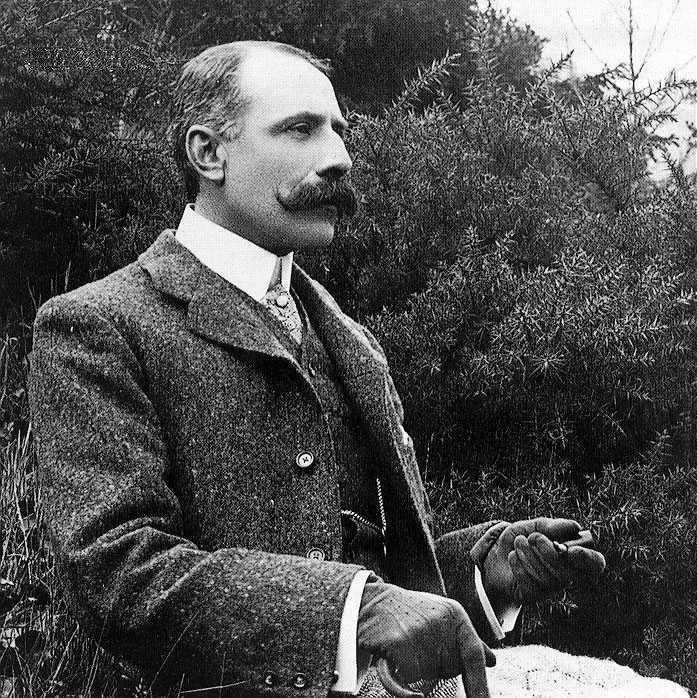
Edward Elgar.

A. F. Castro Leal escreve a letra do lundu Estamos no século das luzes.

## Nascimentos
| Data           | Nome                | Profissão  | Nacionalidade  | Observações | Ref |
| -------------- | ------------------- | ---------- | -------------- | ----------- | --- |
| 23 de Abril    | Ruggero Leoncavallo | compositor | Itália         | m. 1919     |     |
| 2 de Junho     | Edward Elgar        | compositor | Inglaterra     | m. 1934     |     |
| 12 de Dezembro | Lillian Nordica     | soprano    | Estados Unidos | m. 1914     |     |

## Mortes
| Data            | Nome                    | Profissão                  | Nacionalidade | Observações | Ref |
| --------------- | ----------------------- | -------------------------- | ------------- | ----------- | --- |
| 15 de Fevereiro | Mikhail Glinka          | compositor                 | Rússia        | n. 1804     |     |
| 15 de Julho     | Carl Czerny             | pianista e compositor      | Áustria       | n. 1791     |     |
| 16 de Julho     | Pierre Jean de Béranger | autor de letras de músicas | França        | n. 1780     |     |